# Letea, Tulcea
Letea este un sat în comuna C.A. Rosetti din județul Tulcea, Dobrogea, România. Se află în estul Deltei Dunării, între brațele Chilia și Sulina, pe grindul Letea. La recensământul din 2002 avea o populație de 404 locuitori.

## Amplasare
Satul Letea se află la 23 km nord–nord-vest de orașul Sulina, nu departe de Rezervația Pădurea Letea. Satul este legat de orașul Sulina printr-un drum rutier pietruit rudimentar.
Sate vecine: Periprava, Sfiștofca, Cardon, C.A. Rosetti.

## Istoric
Vechiul nume al satului este Nedilchioi.
Satul a fost format în mare parte din refugiați politici neoficial din Imperiul Rus, în timpul împărătesei Ecaterina cea Mare, de frica oștirilor sale represive. Locuitorii satului sunt urmași ai acestor refugiați. Colonizarea zonei cu populație de origine slavă s-a făcut în mai multe etape. Primii refugiați au venit în urma bătăliei de la Poltava din anul 1709, când țarul Rusiei, Petru cel Mare, trece la represalii împotriva celor care au luptat pentru eliberarea Ucrainei. Al doilea val de refugiați ajunge în zonă după anul 1775, când țarina Ecaterina cea Mare (Ecaterina a II-a a Rusiei) desființează oastea ucraineană cu centrul la Zaporojia. Circa 8000 de locuitori ai acestei zone ajung în Delta Dunării, zonă asemănătoare ca peisaj și bogăție piscicolă cu cea natală, din zona Niprului. Denumirea cazacilor zaporojeni este de „haholi”, iar limba vorbită este ucraineană amestecată cu multe cuvinte de diferite origini (română, turcă, greacă, rusă). Locuitorii din Letea se declară de origine ruso-ucraineană, diferită de a rușilor lipoveni. Locuitorii satului Letea se simt ofensați în cazul asocierii lor cu lipovenii din satele vecine Periprava, Sfiștofca, Mila 23 sau cu moldovenii din satul vecin C.A. Rosetti.
După inundațiile din 1970, zona grindului Letea a fost îndiguită masiv, însă au fost demolate zeci de mori de vânt particulare ale morarilor din zonă. În anii de după 1990, mulți tineri au părăsit localitatea, aceasta devenind un sat aproape pustiu. Prin anul 2000 au sosit aici câțiva cetățeni belgieni și francezi care au investit în case de vacanță și pensiuni, astfel revigorând zona din punct de vedere turistic și cultural.

## Obiceiuri și tradiții
Haholii sunt ortodocși de rit vechi ce respectă calendarul rusesc iulian, însă locuitorii din Letea, deși haholi, folosesc ambele calendare, iulian și gregorian; implicit, și sărbătorile sunt aniversate de două ori.
Aceștia sunt urmașii cazacilor zaporojeni care s-au refugiat aici la începutul secolului al XVIII-lea, fiind ucraineni din Austro-Ungaria.
Ucrainenii nu s-au amestecat cu lipovenii, deși limba și obiceiurile li se aseamănă. Nici astăzi, haholilor, de oriunde ar fi ei, nu le place sa fie confundați cu lipovenii, acesta fiind o mare jignire pentru ei.
Ocupația principală a oamenilor din comunitate este pescuitul, ce le asigură hrana și reprezintă principala sursă de venit. Creșterea animalelor se face într-un fel aparte în Delta Dunării: animalele sunt lăsate libere pe grindurile nisipoase unde își caută hrana. Suprafața redusă a terenurilor agricole din zonă îi determină pe localnici să păstreze în saivane doar animalele de tracțiune și mai rar câte una sau două cornute, restul fiind aduse în gospodării înaintea sacrificării.
În trecut, persistând chiar până la colectivizare (1951), una din principalele ocupații (în afara creșterii animalelor) era agricultura. Se cultivau cereale, legume, pepeni și în mai mică măsura mici plantații de pomi fructiferi (mai ales pere și gutui). Drept dovadă, în zona Letea au existat peste 10 mori de vânt, care erau folosite pentru măcinatul grâului și secarei, cereale care erau cultivate local, mai ales în zona actualei amenajări piscicole Popina. Legumele și fructele (alături de produsele de origine animală) erau valorificate pe piața orașului Sulina.
Recoltarea stufului reprezintă o ocupație sezonieră a sătenilor, care îl folosesc în construcția caselor, saivanelor, gardurilor și a acoperișurilor locuințelor sau anexelor casei.

## Personalități
- Stavru Tarasov (1883 Letea,Tulcea -1961 Brașov), pictor de renume, din aceeași generație și prieten cu Nicolae Tonitza și Dumitru Ghiață[5].